# SN 1996cr
SN 1996cr — сверхновая звезда типа IIn, вспыхнувшая в созвездии Циркуль в промежутке между 28 февраля 1995 года и 15 марта 1996 года.
Среди пяти ближайших сверхновых, открытых в течение последних 25 лет, SN 1996cr является единственной, которую не удалось зарегистрировать непосредственно после взрыва. Это объясняется тем, что она расположена в Южном полушарии, астрономическое наблюдение за которым ведётся не столь тщательно, как за Северным.
Впервые SN 1996cr была замечена в 2001 году как яркий переменный объект на снимке орбитального телескопа «Chandra». Долгое время природа его была не ясна для астрономов, до тех пор, пока не удалось его идентифицировать со вспышкой сверхновой. Прежде чем удалось это сделать, было проанализировано огромное количество архивных данных из многих наземных и орбитальных обсерваторий, что является наглядным примером новой эры, т.н. «интернет-астрономии».
SN 1996cr является одной из самых ярких сверхновых, видимых в рентгеновском и радиодиапазонах. Эти и некоторые другие характеристики роднят её со знаменитой SN 1987A.
Родительская галактика ESO 097-13 в созвездии Циркуль — популярный объект для исследований, поскольку имеет кандидата в сверхмассивные чёрные дыры. Данный объект, расположенный в ядре галактики, быстро набирает массу и способствует активизации процессов звездообразования. К тому же галактика находится сравнительно недалеко от нас — вчетверо дальше галактики Андромеды. SN 1996cr расположена в 23" к югу от центра галактики Циркуля.